# چوبک طبل

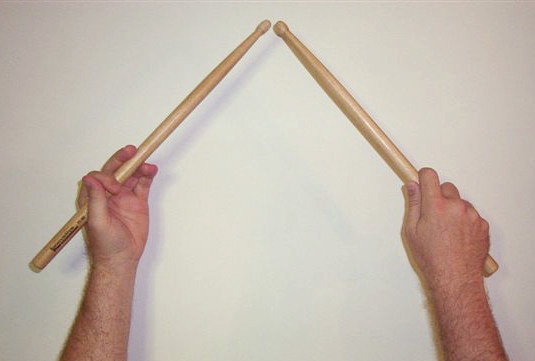
حالت سنتی نگه داشتن چوبک طبل (برای افراد راست‌دست).

چوبک طبل (به انگلیسی: Drum stick) یا به اختصار چوبک (چوب جاز هم نامیده شده)، نوعی کوبهٔ ساده است که معمولاً از آن برای نواختن طبل‌ها و سِنج‌ها استفاده می‌شود.
چوبک مناسب نواختن طبل و درامز چوبکی است که پس از ضربه زدن برگشت مناسبی داشته باشد و در آن لرزه پدید نیاید. درازای چوبک و نوع چوب تاثیر مستقیم با برگشت آن دارد.
یک چوبک خوب تنه متوازنی دارد، بدین معنی که همیشه یکسان و راحت بر می‌گردد.
کسانی که دستشان زیاد عرق می‌کند ترجیحاًٌ از چوب خام استفاده می‌کنند، چون اغلب لاک روی چوب باعث سر خوردن چوبک می‌شود. در صورتی که نوک چوبک خوردگی و لب‌پریدگی داشته باشد، چوبک، به علت اینکه دیگر از برگشت درست حمایت نمی‌کند، دیگر قابل استفاده نیست.